# Modong-myeon
Modong-myeon (koreanska: 모동면) är en socken i den centrala delen av Sydkorea,  160 km sydost om huvudstaden Seoul. Den ligger i kommunen Sangju i provinsen Norra Gyeongsang.